# مشور
المشور هو مصطلح تاريخي، يُستعمل في المغرب العربي لوصف الموقع الجامع للقصر الملكي (دار المخزن)، وقصر العدالة، قصر الضيافة، حدائق السلطان والحي السكني للوزراء والأعيان.

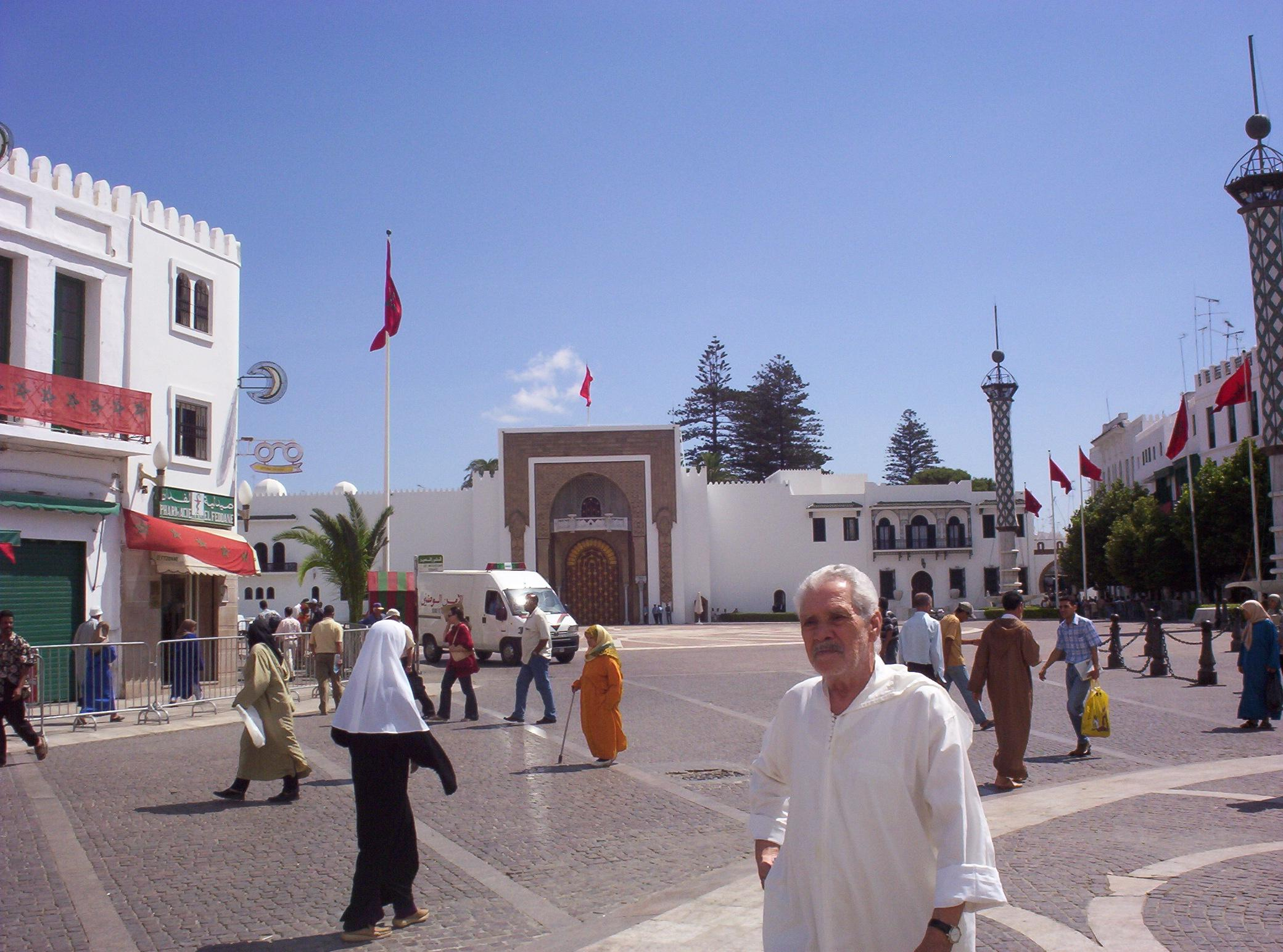
ساحة المشور وباب القصر الملكي، تطوان

## التسمية
تسمية المشور أصلها من المشورة، أي ما يعادلها بمقر الحكومة في الأنظمة الحديثة. إلا ان هذه المناطق في المدن المغربية العتيقة لا زالت تحمل هذا الاسم من أيامها كعواصم متتالية للملكيات المغربية المتعاقبة.

## الموقع
عادة ما يقع المشور في قلب المدينة العتيقة للمدن الملكية بالمغرب العربي. ويعد مقاطعة خاصة داخل المدن، حيث يضم عادة للقصر الملكي (دار المخزن)، وقصر العدالة، قصر الضيافة، حدائق السلطان والحي السكني للوزراء والأعيان. في بعض الأحيان يضم المشور أحياء الملاح، وهي أحياء مخصصة لليهود عادة ما تكون ملتصقة بالقصر الملكي لحماية معتقداتهم.